# مويسيس كايسيدو
مويسيس كايسيدو (بالإسبانية: Moisés Caicedo) هو لاعب كرة قدم إكوادوري، ولد في 2001 في سانتو دومينغو في الإكوادور. يلعب مع نادي تشيلسي في الدوري الإنجليزي الممتاز.

## وصلات خارجية
- مويسيس كايسيدو على موقع الاتحاد الأوربي (الإنجليزية)
- مويسيس كايسيدو على موقع قاعدة بيانات كرة القدم.إي يو (الإنجليزية)
- مويسيس كايسيدو على موقع ليكيب (الفرنسية)
- مويسيس كايسيدو على موقع ناشيونال فوتبول تيمز (الإنجليزية)
- مويسيس كايسيدو على موقع Soccerbase.com (لاعب) (الإنجليزية)
- مويسيس كايسيدو على موقع Soccerway.com (الإنجليزية)
- مويسيس كايسيدو على موقع عالم كرة القدم.نت (الإنجليزية)